# Assemblée de l'union des Comores
Pour les autres articles nationaux ou selon les autres juridictions, voir Assemblée nationale.
Ne doit pas être confondu avec Assemblée de l'Union.
11e législature
Palais du peuple de Hamramba
L'Assemblée de l'union des Comores (en comorien : Ɓaraza wa Udzima wa Komori ; en arabe : جمعية اتحاد جزر القمر (Jameiat Aitihad Juzur Alqamar)) — aussi connu sous le nom d'Assemblée nationale — est le parlement monocaméral des Comores, siège du pouvoir législatif du pays. 
Elle est composée de 33 membres — appelés « députés » — élus pour un mandat cinq ans au scrutin uninominal majoritaire à deux tours.

## Histoire
Le conseil général mis en place en 1946 lors de la création du territoire des Comores est la première assemblée de l'archipel des Comores. Selon la loi en vigueur, les élus sont issues de deux collèges électoraux distincts, celui des électeurs de droit commun et celui des électeurs de droit local. En 1956, la loi-cadre Defferre est votée et fusionne les deux collèges électoraux en un collège électoral unique.
En 1961, une loi concernant le régime d'autonomie de gestion est votée pour les Comores, le président du conseil devient président du gouvernement local. Elle est composée de 39 conseillers dont 4 Mahorais. En 1968, les pouvoirs de l'assemblée sont élargis. Les accords du 15 juin 1973 signés par le président du Conseil Ahmed Abdallah Abderamane et le ministre de l'Outre-mer, Bernard Stasi, précisent qu'en cas de victoire des indépendantistes pendant la période transitoire, l'assemblée du territoire deviendra une assemblée constituante. Celle-ci propose une constitution le 23 avril 1977. La première assemblée n'est élue qu'après la chute d'Ali Soilih. Elle compte 18 députés de Grande Comore, 15 d'Anjouan et 5 de Mohéli, élus dans des circonscriptions à siège unique.
Après la crise séparatiste de 1997, l'Assemblée nationale ne se réunit plus. De nouvelles institutions sont mises en place localement et en 2002 la nouvelle Constitution met en place l'assemblée actuelle. 
En décembre 2014, l'Assemblée met en place le Parlement des jeunes, composé de 33 personnes (24 âgés de 15 à 18 ans, 9 âgés de 18 à 21 ans).

## Système électoral

### Depuis 2018
L'Assemblée est composée de 33 sièges élus pour un mandat de cinq ans au scrutin uninominal majoritaire à deux tours dans autant de circonscriptions. Dans chacune d'entre elles, le candidat ayant recueilli la majorité absolue au premier tour l'emporte. À défaut, un second tour est organisé entre les deux candidats arrivés en tête au premier, et celui recueillant le plus de voix est déclaré élu. Une loi votée en février 2023 augmente le nombre de circonscriptions nationales à pourvoir au scrutin direct de 24 à 33 afin d'améliorer la représentativité des différentes circonscriptions. L'île de Grande Comore compte 16 sièges, 12 pour Anjouan et 5 pour Mohéli,.
Enfin, deux sièges sont réservés pour les députés représentant les Comoriens établis hors des Comores. Dans la pratique, ses sièges ne sont pas pourvus par l'absence de loi sur la mise en place des circonscriptions de l'étranger.

### Historique
Jusqu'à la réforme constitutionnelle de 2018, l'Assemblée est composée de 33 sièges renouvelés tous les cinq ans, dont 24 directement par la population au scrutin uninominal majoritaire à deux tours dans autant de circonscriptions. Dans chacune d'entre elles, le candidat ayant recueilli la majorité absolue au premier tour l'emporte. À défaut, un second tour est organisé entre les deux candidats arrivés en tête au premier, et celui recueillant le plus de voix est déclaré élu. 
Les 9 sièges restants sont pourvus au scrutin indirect par les assemblées des trois îles constitutives de l'union des Comores — Grande Comore, Anjouan et Mohéli — à raison de trois sièges chacune. Ce nombre a déjà fait l'objet d'une réduction, chaque île étant auparavant dotée de cinq sièges pour un total de quinze au scrutin indirect et dix huit directement élus.